# ABA Playoffs 1975
Gli ABA Playoffs 1975 si conclusero con la vittoria dei Kentucky Colonels, campioni della Eastern Division (Playoff), che sconfissero i campioni della Western Division (Playoff) gli Indiana Pacers.

## Squadre qualificate

### Eastern Division
1. Kentucky Colonels (vincitrice Tiebreaker 1ºposto contro i New York Nets)
2. N.Y. Nets
3. Spirits of St. Louis
4. Memphis Sounds

### Western Division
1. Denver Nuggets
2. San Antonio Spurs
3. Indiana Pacers
4. Utah Stars

## Tabellone
|  | Semifinali di Division | Semifinali di Division | Semifinali di Division |                      |                | Finali di Division | Finali di Division | Finali di Division |  |  | ABA Finals | ABA Finals | ABA Finals |  |
|  |                        |                        |                        |                      |                |                    |                    |                    |  |  |            |            |            |  |
|  | 1                      | Denver Nuggets         | 4                      |                      |                |                    |                    |                    |  |  |            |            |            |  |
|  | 1                      | Denver Nuggets         | 4                      |                      |                |                    |                    |                    |  |  |            |            |            |  |
|  | 4                      | Utah Stars             | 2                      |                      |                |                    |                    |                    |  |  |            |            |            |  |
|  | 4                      | Utah Stars             | 2                      |                      | 1              | Denver Nuggets     | 3                  |                    |  |  |            |            |            |  |
|  |                        |                        |                        |                      | 1              | Denver Nuggets     | 3                  |                    |  |  |            |            |            |  |
|  |                        |                        | 3                      | Indiana Pacers       | 4              |                    |                    |                    |  |  |            |            |            |  |
|  | 3                      | Indiana Pacers         | 3                      | Indiana Pacers       | 4              | 4                  |                    |                    |  |  |            |            |            |  |
|  | 3                      | Indiana Pacers         |                        |                      |                |                    |                    |                    |  |  |            |            |            |  |
|  | 2                      | San Antonio Spurs      | 2                      |                      |                |                    |                    |                    |  |  |            |            |            |  |
|  | 2                      | San Antonio Spurs      | 2                      |                      | Indiana Pacers | Indiana Pacers     | 1                  |                    |  |  |            |            |            |  |
|  |                        |                        |                        |                      |                |                    |                    |                    |  |  |            |            |            |  |
|  |                        |                        | Kentucky Colonels      | Kentucky Colonels    | 4              |                    |                    |                    |  |  |            |            |            |  |
|  | 1                      | Kentucky Colonels      | Kentucky Colonels      | Kentucky Colonels    | 4              | 4                  |                    |                    |  |  |            |            |            |  |
|  | 1                      | Kentucky Colonels      |                        |                      |                |                    |                    |                    |  |  |            |            |            |  |
|  | 4                      | Memphis Sounds         | 1                      |                      |                |                    |                    |                    |  |  |            |            |            |  |
|  | 4                      | Memphis Sounds         | 1                      |                      | 1              | Kentucky Colonels  | 4                  |                    |  |  |            |            |            |  |
|  |                        |                        |                        |                      | 1              | Kentucky Colonels  | 4                  |                    |  |  |            |            |            |  |
|  |                        |                        | 3                      | Spirits of St. Louis | 1              |                    |                    |                    |  |  |            |            |            |  |
|  | 3                      | Spirits of St. Louis   | 3                      | Spirits of St. Louis | 1              | 4                  |                    |                    |  |  |            |            |            |  |
|  | 3                      | Spirits of St. Louis   |                        |                      |                |                    |                    |                    |  |  |            |            |            |  |
|  | 2                      | N.Y. Nets              | 1                      |                      |                |                    |                    |                    |  |  |            |            |            |  |

Legenda
- * Vincitore Division
- "Grassetto" Vincitore serie
- "Corsivo" Squadra con fattore campo

## Eastern Division

### Tiebreaker 1º posto Eastern Division

#### Kentucky Colonels - New York Nets
RISULTATO FINALE: 1-0
| Louisville 4 aprile 1975 Tiebreaker                                                                 | Kentucky Colonels | 108 – 99 (30-22, 33-30, 24-29, 21-18) referto | N.Y. Nets | Freedom Hall (13.672 spett.) |
| A. Gilmore 28 Punti 34 J. Erving L. Dampier 10 Assist 5 B. Taylor A. Gilmore 33 Rimbalzi 9 L. Kenon |                   |                                               |           |                              |
| |                   |                                               |           |                              |
| A. Gilmore 28                                                                                       | Punti             | 34 J. Erving                                  |           |                              |
| L. Dampier 10                                                                                       | Assist            | 5 B. Taylor                                   |           |                              |
| A. Gilmore 33                                                                                       | Rimbalzi          | 9 L. Kenon                                    |           |                              |

### Semifinali

#### (1) Kentucky Colonels - (4) Memphis Sounds
RISULTATO FINALE: 4-1
| Louisville 6 aprile 1975 Gara 1                                                                        | Kentucky Colonels | 98 – 91 (28-23, 24-25, 22-19, 24-24) referto | Memphis Sounds | Freedom Hall (4.107 spett.) |
| A. Gilmore 25 Punti G. Carter 22 L. Dampier 10 Assist C. Williams 6 A. Gilmore 20 Rimbalzi T. Owens 14 |                   |                                              |                |                             |
| |                   |                                              |                |                             |
| A. Gilmore 25                                                                                          | Punti             | G. Carter 22                                 |                |                             |
| L. Dampier 10                                                                                          | Assist            | C. Williams 6                                |                |                             |
| A. Gilmore 20                                                                                          | Rimbalzi          | T. Owens 14                                  |                |                             |

| Louisville 8 aprile 1975 Gara 2                                                                                                 | Kentucky Colonels | 119 – 105 (30-24, 30-19, 30-26, 29-36) referto | Memphis Sounds | Freedom Hall (4.787 spett.) |
| L. Dampier 23 Punti G. Carter , C. Williams 21 T. McClain , L. Dampier 8 Assist C. Williams 5 A. Gilmore 12 Rimbalzi T. Owens 9 |                   |                                                |                |                             |
| |                   |                                                |                |                             |
| L. Dampier 23 | Punti             | G. Carter, C. Williams 21                      |                |                             |
| T. McClain, L. Dampier 8 | Assist            | C. Williams 5                                  |                |                             |
| A. Gilmore 12 | Rimbalzi          | T. Owens 9                                     |                |                             |

| Memphis 10 aprile 1975 Gara 3                                                                     | Memphis Sounds | 80 – 101 (18-17, 18-29, 18-26, 26-29) referto | Kentucky Colonels | Mid-South Coliseum (5.415 spett.) |
| T. Owens 33 Punti D. Issel 21 C. Williams 5 Assist T. McClain 5 T. Owens 12 Rimbalzi A. Gilmore 9 |                |                                               |                   |                                   |
|                                                                                                   |                |                                               |                   |                                   |
| T. Owens 33                                                                                       | Punti          | D. Issel 21                                   |                   |                                   |
| C. Williams 5                                                                                     | Assist         | T. McClain 5                                  |                   |                                   |
| T. Owens 12                                                                                       | Rimbalzi       | A. Gilmore 9                                  |                   |                                   |

| Memphis 11 aprile 1975 Gara 4                                                                                       | Memphis Sounds | 107 – 93 (27-20, 26-19, 26-31, 28-23) referto | Kentucky Colonels | Mid-South Coliseum (4.771 spett.) |
| S. Johnson 25 Punti D. Issel 26 C. Williams 14 Assist L. Dampier 7 S. Johnson , G. Carter 11 Rimbalzi A. Gilmore 12 |                |                                               |                   |                                   |
| |                |                                               |                   |                                   |
| S. Johnson 25 | Punti          | D. Issel 26                                   |                   |                                   |
| C. Williams 14 | Assist         | L. Dampier 7                                  |                   |                                   |
| S. Johnson, G. Carter 11                                                                                            | Rimbalzi       | A. Gilmore 12                                 |                   |                                   |

| Louisville 13 aprile 1975 Gara 5                                                                    | Kentucky Colonels | 111 – 99 (26-18, 33-26, 26-24, 26-31) referto | Memphis Sounds | Freedom Hall (3.543 spett.) |
| A. Gilmore 31 Punti G. Carter 26 L. Dampier 6 Assist G. Carter 6 A. Gilmore 20 Rimbalzi T. Owens 17 |                   |                                               |                |                             |
| |                   |                                               |                |                             |
| A. Gilmore 31                                                                                       | Punti             | G. Carter 26                                  |                |                             |
| L. Dampier 6                                                                                        | Assist            | G. Carter 6                                   |                |                             |
| A. Gilmore 20                                                                                       | Rimbalzi          | T. Owens 17                                   |                |                             |

PRECEDENTI IN REGULAR SEASON
| Regular Season 1974-75 | Kentucky Colonels | 9 – 2 | Memphis Sounds | Referto 1 - Referto 2 - Referto 3 - Referto 4, Referto 5 - Referto 6, Referto 7 - Referto 8 - Referto 9 - Referto 10 - Referto 11 |
| Kentucky Colonels 104 Kentucky Colonels 128 Memphis Sounds 104 Kentucky Colonels 115 Kentucky Colonels 125 Kentucky Colonels 114 Memphis Sounds 104 Kentucky Colonels 109 Memphis Sounds 103 Memphis Sounds 109 Memphis Sounds 93 Punti 99 Memphis Sounds 106 Memphis Sounds 97 Kentucky Colonels 98 Memphis Sounds 114 Memphis Sounds 91 Memphis Sounds 108 Kentucky Colonels (1 t.s.) 87 Memphis Sounds 100 Kentucky Colonels 113 Kentucky Colonels (1 t.s.) 103 Kentucky Colonels |                   | |                | |
| |                   | |                | |
| Kentucky Colonels 104 Kentucky Colonels 128 Memphis Sounds 104 Kentucky Colonels 115 Kentucky Colonels 125 Kentucky Colonels 114 Memphis Sounds 104 Kentucky Colonels 109 Memphis Sounds 103 Memphis Sounds 109 Memphis Sounds 93 | Punti             | 99 Memphis Sounds 106 Memphis Sounds 97 Kentucky Colonels 98 Memphis Sounds 114 Memphis Sounds 91 Memphis Sounds 108 Kentucky Colonels (1 t.s.) 87 Memphis Sounds 100 Kentucky Colonels 113 Kentucky Colonels (1 t.s.) 103 Kentucky Colonels |                | |

PRECEDENTI NEI PLAYOFF

Si è trattata della prima sfida tra le due squadre ai playoff.

#### (2) New York Nets - (3) Spirits of St. Louis
RISULTATO FINALE: 1-4
| Uniondale 6 aprile 1975 Gara 1                                                                                            | N.Y. Nets | 111 – 105 (21-35, 28-19, 28-27, 34-24) referto | Spirits of St. Louis | Nassau Veterans Memorial Coliseum (11.607 spett.) |
| J. Erving 32 Punti M. Barnes 41 J. Erving , B. Melchionni 6 Assist M. Barr , D. Adams 6 L. Kenon 13 Rimbalzi M. Barnes 12 |           |                                                |                      |                                                   |
| |           |                                                |                      |                                                   |
| J. Erving 32 | Punti     | M. Barnes 41                                   |                      |                                                   |
| J. Erving, B. Melchionni 6                                                                                                | Assist    | M. Barr, D. Adams 6                            |                      |                                                   |
| L. Kenon 13 | Rimbalzi  | M. Barnes 12                                   |                      |                                                   |

| Uniondale 9 aprile 1975 Gara 2                                                                    | N.Y. Nets | 97 – 115 (20-29, 18-24, 23-35, 36-27) referto | Spirits of St. Louis | Nassau Veterans Memorial Coliseum (10.621 spett.) |
| L. Kenon 28 Punti M. Barnes 37 B. Melchionni 7 Assist M. Lucas 7 L. Kenon 12 Rimbalzi M. Lucas 21 |           |                                               |                      |                                                   |
|                                                                                                   |           |                                               |                      |                                                   |
| L. Kenon 28                                                                                       | Punti     | M. Barnes 37                                  |                      |                                                   |
| B. Melchionni 7                                                                                   | Assist    | M. Lucas 7                                    |                      |                                                   |
| L. Kenon 12                                                                                       | Rimbalzi  | M. Lucas 21                                   |                      |                                                   |

| Saint Louis 11 aprile 1975 Gara 3                                                             | Spirits of St. Louis | 113 – 108 (22-27, 26-23, 28-23, 37-35) referto | N.Y. Nets | St. Louis Arena (6.199 spett.) |
| M. Barnes 35 Punti J. Erving 30 M. Barr 7 Assist J. Erving 6 M. Lucas 18 Rimbalzi L. Kenon 14 |                      |                                                |           |                                |
|                                                                                               |                      |                                                |           |                                |
| M. Barnes 35                                                                                  | Punti                | J. Erving 30                                   |           |                                |
| M. Barr 7                                                                                     | Assist               | J. Erving 6                                    |           |                                |
| M. Lucas 18                                                                                   | Rimbalzi             | L. Kenon 14                                    |           |                                |

| Saint Louis 13 aprile 1975 Gara 4                                                                   | Spirits of St. Louis | 100 – 89 (24-26, 26-22, 22-21, 28-20) referto | N.Y. Nets | St. Louis Arena (7.719 spett.) |
| M. Barnes 23 Punti J. Erving 35 M. Lucas 6 Assist B. Melchionni 6 M. Barnes 20 Rimbalzi L. Kenon 16 |                      |                                               |           |                                |
| |                      |                                               |           |                                |
| M. Barnes 23                                                                                        | Punti                | J. Erving 35                                  |           |                                |
| M. Lucas 6                                                                                          | Assist               | B. Melchionni 6                               |           |                                |
| M. Barnes 20                                                                                        | Rimbalzi             | L. Kenon 16                                   |           |                                |

| Uniondale 15 aprile 1975 Gara 5                                                                     | N.Y. Nets | 107 – 108 (30-20, 30-26, 21-25, 26-37) referto | Spirits of St. Louis | Nassau Veterans Memorial Coliseum (9.664 spett.) |
| J. Erving 34 Punti F. Lewis 29 B. Melchionni 11 Assist M. Barr 5 B. Paultz 14 Rimbalzi M. Barnes 14 |           |                                                |                      |                                                  |
| |           |                                                |                      |                                                  |
| J. Erving 34                                                                                        | Punti     | F. Lewis 29                                    |                      |                                                  |
| B. Melchionni 11                                                                                    | Assist    | M. Barr 5                                      |                      |                                                  |
| B. Paultz 14                                                                                        | Rimbalzi  | M. Barnes 14                                   |                      |                                                  |

PRECEDENTI IN REGULAR SEASON
| Regular Season 1974-75 | N.Y. Nets | 11 – 0 | Spirits of St. Louis | Referto 1 - Referto 2 - Referto 3 - Referto 4, Referto 5 - Referto 6, Referto 7 - Referto 8 - Referto 9 - Referto 10 - Referto 11 |
| Spirits of St. Louis 91 Spirits of St. Louis 100 New York Nets 109 New York Nets 117 New York Nets 126 New York Nets 130 Spirits of St. Louis 92 New York Nets 117 Spirits of St. Louis 106 New York Nets 120 Spirits of St. Louis 96 Punti 109 New York Nets 126 New York Nets 104 Spirits of St. Louis 96 Spirits of St. Louis 102 Spirits of St. Louis 113 Spirits of St. Louis 113 New York Nets 110 Spirits of St. Louis 110 New York Nets 101 Spirits of St. Louis 124 New York Nets |           | |                      | |
| |           | |                      | |
| Spirits of St. Louis 91 Spirits of St. Louis 100 New York Nets 109 New York Nets 117 New York Nets 126 New York Nets 130 Spirits of St. Louis 92 New York Nets 117 Spirits of St. Louis 106 New York Nets 120 Spirits of St. Louis 96 | Punti     | 109 New York Nets 126 New York Nets 104 Spirits of St. Louis 96 Spirits of St. Louis 102 Spirits of St. Louis 113 Spirits of St. Louis 113 New York Nets 110 Spirits of St. Louis 110 New York Nets 101 Spirits of St. Louis 124 New York Nets |                      | |

PRECEDENTI NEI PLAYOFF
|  | N.Y. Nets | 0 – 1 | Spirits of St. Louis (1973) |  |

### Finale

#### (1) Kentucky Colonels - (3) Spirits of St. Louis
RISULTATO FINALE: 4-1
| Louisville 21 aprile 1975 Gara 1                                                                              | Kentucky Colonels | 112 – 109 (22-28, 30-30, 34-23, 26-28) referto | Spirits of St. Louis | Freedom Hall (6.612 spett.) |
| L. Dampier 27 Punti F. Lewis 35 L. Dampier 15 Assist M. Lucas , D. Adams 6 A. Gilmore 17 Rimbalzi M. Lucas 19 |                   |                                                |                      |                             |
| |                   |                                                |                      |                             |
| L. Dampier 27                                                                                                 | Punti             | F. Lewis 35                                    |                      |                             |
| L. Dampier 15                                                                                                 | Assist            | M. Lucas, D. Adams 6                           |                      |                             |
| A. Gilmore 17                                                                                                 | Rimbalzi          | M. Lucas 19                                    |                      |                             |

| Louisville 23 aprile 1975 Gara 2                                                                    | Kentucky Colonels | 108 – 103 (32-27, 22-20, 28-23, 26-33) referto | Spirits of St. Louis | Freedom Hall (8.422 spett.) |
| T. McClain 24 Punti M. Barnes 43 L. Dampier 8 Assist M. Lucas 6 A. Gilmore 15 Rimbalzi M. Barnes 17 |                   |                                                |                      |                             |
| |                   |                                                |                      |                             |
| T. McClain 24                                                                                       | Punti             | M. Barnes 43                                   |                      |                             |
| L. Dampier 8                                                                                        | Assist            | M. Lucas 6                                     |                      |                             |
| A. Gilmore 15                                                                                       | Rimbalzi          | M. Barnes 17                                   |                      |                             |

| Saint Louis 25 aprile 1975 Gara 3                                                               | Spirits of St. Louis | 103 – 97 (34-24, 19-25, 27-25, 23-23) referto | Kentucky Colonels | St. Louis Arena (10.142 spett.) |
| F. Lewis 32 Punti D. Issel 31 D. Adams 7 Assist L. Dampier 9 M. Lucas 20 Rimbalzi A. Gilmore 18 |                      |                                               |                   |                                 |
|                                                                                                 |                      |                                               |                   |                                 |
| F. Lewis 32                                                                                     | Punti                | D. Issel 31                                   |                   |                                 |
| D. Adams 7                                                                                      | Assist               | L. Dampier 9                                  |                   |                                 |
| M. Lucas 20                                                                                     | Rimbalzi             | A. Gilmore 18                                 |                   |                                 |

| Saint Louis 27 aprile 1975 Gara 4                                                                             | Spirits of St. Louis | 98 – 117 (31-30, 27-30, 27-26, 13-31) referto | Kentucky Colonels | St. Louis Arena (11.688 spett.) |
| M. Barnes 24 Punti A. Gilmore 33 M. Lucas , M. Barr 5 Assist T. McClain 11 M. Lucas 19 Rimbalzi A. Gilmore 16 |                      |                                               |                   |                                 |
| |                      |                                               |                   |                                 |
| M. Barnes 24                                                                                                  | Punti                | A. Gilmore 33                                 |                   |                                 |
| M. Lucas, M. Barr 5                                                                                           | Assist               | T. McClain 11                                 |                   |                                 |
| M. Lucas 19                                                                                                   | Rimbalzi             | A. Gilmore 16                                 |                   |                                 |

| Louisville 28 aprile 1975 Gara 5                                                                   | Kentucky Colonels | 123 – 103 (33-27, 24-19, 37-36, 29-21) referto | Spirits of St. Louis | Freedom Hall (8.726 spett.) |
| A. Gilmore 29 Punti M. Barnes 35 L. Dampier 12 Assist M. Barr 5 A. Gilmore 20 Rimbalzi M. Lucas 11 |                   |                                                |                      |                             |
| |                   |                                                |                      |                             |
| A. Gilmore 29                                                                                      | Punti             | M. Barnes 35                                   |                      |                             |
| L. Dampier 12                                                                                      | Assist            | M. Barr 5                                      |                      |                             |
| A. Gilmore 20                                                                                      | Rimbalzi          | M. Lucas 11                                    |                      |                             |

PRECEDENTI IN REGULAR SEASON
| Regular Season 1974-75 | Kentucky Colonels | 7 – 4 | Spirits of St. Louis | Referto 1 - Referto 2 - Referto 3 - Referto 4, Referto 5 - Referto 6, Referto 7 - Referto 8 - Referto 9 - Referto 10 - Referto 11 |
| Spirits of St. Louis 91 Spirits of St. Louis 126 Kentucky Colonels 119 Spirits of St. Louis 94 Spirits of St. Louis 109 Spirits of St. Louis 116 Kentucky Colonels 134 Kentucky Colonels 118 Kentucky Colonels 114 Spirits of St. Louis 103 Kentucky Colonels 121 Punti 86 Kentucky Colonels 122 Kentucky Colonels 107 Spirits of St. Louis 110 Kentucky Colonels 106 Kentucky Colonels 123 Kentucky Colonels 104 Spirits of St. Louis 97 Spirits of St. Louis 107 Spirits of St. Louis 92 Kentucky Colonels 110 Spirits of St. Louis |                   | |                      | |
| |                   | |                      | |
| Spirits of St. Louis 91 Spirits of St. Louis 126 Kentucky Colonels 119 Spirits of St. Louis 94 Spirits of St. Louis 109 Spirits of St. Louis 116 Kentucky Colonels 134 Kentucky Colonels 118 Kentucky Colonels 114 Spirits of St. Louis 103 Kentucky Colonels 121 | Punti             | 86 Kentucky Colonels 122 Kentucky Colonels 107 Spirits of St. Louis 110 Kentucky Colonels 106 Kentucky Colonels 123 Kentucky Colonels 104 Spirits of St. Louis 97 Spirits of St. Louis 107 Spirits of St. Louis 92 Kentucky Colonels 110 Spirits of St. Louis |                      | |

PRECEDENTI NEI PLAYOFF
|  | Kentucky Colonels (1973, 1974) | 2 – 0 | Spirits of St. Louis |  |

## Western Division

### Semifinali

#### (1) Denver Nuggets - (4) Utah Stars
RISULTATO FINALE: 4-2
| Denver 6 aprile 1975 Gara 1                                                                                | Denver Nuggets | 122 – 107 (25-23, 28-28, 34-26, 35-30) referto | Utah Stars | Denver Auditorium Arena (7.200 spett.) |
| R. Simpson 20 Punti R. Denton 26 F. Taylor . C. Terry 6 Assist A. Smith 7 M. Green 8 Rimbalzi M. Malone 19 |                |                                                |            |                                        |
| |                |                                                |            |                                        |
| R. Simpson 20                                                                                              | Punti          | R. Denton 26                                   |            |                                        |
| F. Taylor. C. Terry 6                                                                                      | Assist         | A. Smith 7                                     |            |                                        |
| M. Green 8                                                                                                 | Rimbalzi       | M. Malone 19                                   |            |                                        |

| Denver 7 aprile 1975 Gara 2                                                                                  | Denver Nuggets | 126 – 120 (31-29, 25-26, 33-42, 37-23) referto | Utah Stars | Denver Auditorium Arena (7.298 spett.) |
| R. Simpson 28 Punti R. Boone 29 R. Simpson , F. Taylor 6 Assist A. Smith 9 M. Green 19 Rimbalzi R. Denton 16 |                |                                                |            |                                        |
| |                |                                                |            |                                        |
| R. Simpson 28                                                                                                | Punti          | R. Boone 29                                    |            |                                        |
| R. Simpson, F. Taylor 6                                                                                      | Assist         | A. Smith 9                                     |            |                                        |
| M. Green 19                                                                                                  | Rimbalzi       | R. Denton 16                                   |            |                                        |

| Salt Lake City 9 aprile 1975 Gara 3 | Utah Stars | 122 – 108 (33-32, 32-27, 31-28, 26-21) referto | Denver Nuggets | Salt Palace (5.694 spett.) |
| M. Malone 30 Punti B. Jones , M. Calvin , D. Robisch 17 J. Roche 9 Assist B. Jones , F. Taylor , R. Simpson , C. Terry 3 M. Malone 32 Rimbalzi M. Green 9 |            |                                                |                |                            |
| |            |                                                |                |                            |
| M. Malone 30 | Punti      | B. Jones, M. Calvin, D. Robisch 17             |                |                            |
| J. Roche 9 | Assist     | B. Jones, F. Taylor, R. Simpson, C. Terry 3    |                |                            |
| M. Malone 32 | Rimbalzi   | M. Green 9                                     |                |                            |

| Salt Lake City 11 aprile 1975 Gara 4                                                                                   | Utah Stars | 132 – 110 (38-20, 31-22, 34-33, 29-35) referto | Denver Nuggets | Salt Palace (9.106 spett.) |
| R. Boone 30 Punti D. Robisch 16 J. Roche 12 Assist M. Calvin 7 M. Malone 17 Rimbalzi J. van Breda Kolff , D. Robisch 8 |            |                                                |                |                            |
| |            |                                                |                |                            |
| R. Boone 30 | Punti      | D. Robisch 16                                  |                |                            |
| J. Roche 12 | Assist     | M. Calvin 7                                    |                |                            |
| M. Malone 17 | Rimbalzi   | J. van Breda Kolff, D. Robisch 8               |                |                            |

| Denver 12 aprile 1975 Gara 5                                                                                 | Denver Nuggets | 130 – 119 (36-33, 31-20, 33-31, 30-35) referto | Utah Stars | Denver Auditorium Arena (7.498 spett.) |
| D. Robisch 22 Punti J. Roche 27 M. Calvin 10 Assist J. Roche 8 M. Green , R. Simpson 7 Rimbalzi R. Denton 12 |                |                                                |            |                                        |
| |                |                                                |            |                                        |
| D. Robisch 22                                                                                                | Punti          | J. Roche 27                                    |            |                                        |
| M. Calvin 10                                                                                                 | Assist         | J. Roche 8                                     |            |                                        |
| M. Green, R. Simpson 7                                                                                       | Rimbalzi       | R. Denton 12                                   |            |                                        |

| Salt Lake City 14 aprile 1975 Gara 6                                                                                     | Utah Stars | 113 – 115 (20-23, 27-22, 37-39, 29-31) referto | Denver Nuggets | Salt Palace (8.448 spett.) |
| R. Boone 33 Punti R. Simpson 28 J. Roche 9 Assist R. Simpson , M. Calvin , F. Taylor 3 M. Malone 15 Rimbalzi M. Green 11 |            |                                                |                |                            |
| |            |                                                |                |                            |
| R. Boone 33 | Punti      | R. Simpson 28                                  |                |                            |
| J. Roche 9 | Assist     | R. Simpson, M. Calvin, F. Taylor 3             |                |                            |
| M. Malone 15 | Rimbalzi   | M. Green 11                                    |                |                            |

PRECEDENTI IN REGULAR SEASON
| Regular Season 1974-75 | Denver Nuggets | 9 – 2 | Utah Stars | Referto 1 - Referto 2 - Referto 3 - Referto 4, Referto 5 - Referto 6, Referto 7 - Referto 8 - Referto 9 - Referto 10 - Referto 11 |
| Utah Stars 106 Denver Nuggets 145 Denver Nuggets 114 Utah Stars 85 Denver Nuggets 107 Denver Nuggets 110 Utah Stars 104 (1 t.s.) Utah Stars 119 Utah Stars 112 Utah Stars 99 Denver Nuggets 121 Punti 120 Denver Nuggets 101 Utah Stars 91 Utah Stars 89 Denver Nuggets 102 Utah Stars 93 Utah Stars 115 Denver Nuggets 116 Denver Nuggets 116 Denver Nuggets 80 Denver Nuggets 109 Utah Stars |                | |            | |
| |                | |            | |
| Utah Stars 106 Denver Nuggets 145 Denver Nuggets 114 Utah Stars 85 Denver Nuggets 107 Denver Nuggets 110 Utah Stars 104 (1 t.s.) Utah Stars 119 Utah Stars 112 Utah Stars 99 Denver Nuggets 121 | Punti          | 120 Denver Nuggets 101 Utah Stars 91 Utah Stars 89 Denver Nuggets 102 Utah Stars 93 Utah Stars 115 Denver Nuggets 116 Denver Nuggets 116 Denver Nuggets 80 Denver Nuggets 109 Utah Stars |            | |

PRECEDENTI NEI PLAYOFF
|  | Denver Nuggets | 0 – 1 | Utah Stars (1970) |  |

#### (2) San Antonio Spurs - (3) Indiana Pacers
RISULTATO FINALE: 2-4
| San Antonio 5 aprile 1975 Gara 1                                                                       | San Antonio Spurs | 119 – 122 (27-25, 26-32, 30-24, 24-26) referto | Indiana Pacers | HemisFair Arena (8.529 spett.) |
| J. Silas 25 Punti G. McGinnis 32 J. Silas 13 Assist G. McGinnis 7 G. Gervin 23 Rimbalzi G. McGinnis 20 |                   |                                                |                |                                |
| |                   |                                                |                |                                |
| J. Silas 25                                                                                            | Punti             | G. McGinnis 32                                 |                |                                |
| J. Silas 13                                                                                            | Assist            | G. McGinnis 7                                  |                |                                |
| G. Gervin 23                                                                                           | Rimbalzi          | G. McGinnis 20                                 |                |                                |

| San Antonio 7 aprile 1975 Gara 2                                                                              | San Antonio Spurs | 93 – 98 (23-12, 20-28, 25-32, 25-26) referto | Indiana Pacers | HemisFair Arena (7.643 spett.) |
| G. Gervin 38 Punti G. McGinnis 33 J. Silas 7 Assist D. Buse , G. McGinnis 7 S. Nater 20 Rimbalzi L. Elmore 16 |                   |                                              |                |                                |
| |                   |                                              |                |                                |
| G. Gervin 38                                                                                                  | Punti             | G. McGinnis 33                               |                |                                |
| J. Silas 7 | Assist            | D. Buse, G. McGinnis 7                       |                |                                |
| S. Nater 20                                                                                                   | Rimbalzi          | L. Elmore 16                                 |                |                                |

| Indianapolis 10 aprile 1975 Gara 3                                                                     | Indiana Pacers | 113 – 103 (32-28, 24-26, 24-20, 17-23) referto | San Antonio Spurs | Market Square Arena (12.217 spett.) |
| G. McGinnis 42 Punti G. Gervin 37 G. McGinnis 9 Assist J. Silas 11 G. McGinnis 24 Rimbalzi S. Nater 14 |                |                                                |                   |                                     |
| |                |                                                |                   |                                     |
| G. McGinnis 42                                                                                         | Punti          | G. Gervin 37                                   |                   |                                     |
| G. McGinnis 9                                                                                          | Assist         | J. Silas 11                                    |                   |                                     |
| G. McGinnis 24                                                                                         | Rimbalzi       | S. Nater 14                                    |                   |                                     |

| Indianapolis 12 aprile 1975 Gara 4                                                                      | Indiana Pacers | 109 – 110 (24-31, 26-27, 31-26, 28-26) referto | San Antonio Spurs | Market Square Arena (17.389 spett.) |
| G. McGinnis 51 Punti G. Gervin 29 G. McGinnis 10 Assist J. Silas 10 G. McGinnis 17 Rimbalzi S. Nater 22 |                |                                                |                   |                                     |
| |                |                                                |                   |                                     |
| G. McGinnis 51                                                                                          | Punti          | G. Gervin 29                                   |                   |                                     |
| G. McGinnis 10                                                                                          | Assist         | J. Silas 10                                    |                   |                                     |
| G. McGinnis 17                                                                                          | Rimbalzi       | S. Nater 22                                    |                   |                                     |

| San Antonio 14 aprile 1975 Gara 5                                                                       | San Antonio Spurs | 123 – 117 (37-29, 30-32, 26-22, 30-34) referto | Indiana Pacers | HemisFair Arena (10.986 spett.) |
| G. Gervin 42 Punti G. McGinnis 40 J. Silas 13 Assist G. McGinnis 8 G. Gervin 17 Rimbalzi G. McGinnis 14 |                   |                                                |                |                                 |
| |                   |                                                |                |                                 |
| G. Gervin 42                                                                                            | Punti             | G. McGinnis 40                                 |                |                                 |
| J. Silas 13                                                                                             | Assist            | G. McGinnis 8                                  |                |                                 |
| G. Gervin 17                                                                                            | Rimbalzi          | G. McGinnis 14                                 |                |                                 |

| Indianapolis 16 aprile 1975 Gara 6                                                                   | Indiana Pacers | 115 – 100 (28-29, 36-21, 24-24, 27-26) referto | San Antonio Spurs | Market Square Arena (15.675 spett.) |
| B. Knight 33 Punti G. Gervin 34 G. McGinnis 14 Assist J. Silas 6 G. McGinnis 23 Rimbalzi S. Nater 19 |                |                                                |                   |                                     |
| |                |                                                |                   |                                     |
| B. Knight 33                                                                                         | Punti          | G. Gervin 34                                   |                   |                                     |
| G. McGinnis 14                                                                                       | Assist         | J. Silas 6                                     |                   |                                     |
| G. McGinnis 23                                                                                       | Rimbalzi       | S. Nater 19                                    |                   |                                     |

PRECEDENTI IN REGULAR SEASON
| Regular Season 1974-75 | San Antonio Spurs | 7 – 4 | Indiana Pacers | Referto 1 - Referto 2 - Referto 3 - Referto 4, Referto 5 - Referto 6, Referto 7 - Referto 8 - Referto 9 - Referto 10 - Referto 11 |
| Indiana Pacers 121 San Antonio Spurs 131 San Antonio Spurs 112 San Antonio Spurs 105 Indiana Pacers 128 San Antonio Spurs 140 San Antonio Spurs 110 Indiana Pacers 114 Indiana Pacers 100 Indiana Pacers 141 San Antonio Spurs 137 Punti 129 San Antonio Spurs (2 t.s.) 118 Indiana Pacers 109 Indiana Pacers 110 Indiana Pacers 122 San Antonio Spurs 105 Indiana Pacers 91 Indiana Pacers 105 San Antonio Spurs 119 San Antonio Spurs 107 San Antonio Spurs 122 Indiana Pacers |                   | |                | |
| |                   | |                | |
| Indiana Pacers 121 San Antonio Spurs 131 San Antonio Spurs 112 San Antonio Spurs 105 Indiana Pacers 128 San Antonio Spurs 140 San Antonio Spurs 110 Indiana Pacers 114 Indiana Pacers 100 Indiana Pacers 141 San Antonio Spurs 137 | Punti             | 129 San Antonio Spurs (2 t.s.) 118 Indiana Pacers 109 Indiana Pacers 110 Indiana Pacers 122 San Antonio Spurs 105 Indiana Pacers 91 Indiana Pacers 105 San Antonio Spurs 119 San Antonio Spurs 107 San Antonio Spurs 122 Indiana Pacers |                | |

PRECEDENTI NEI PLAYOFF
|  | San Antonio Spurs | 0 – 1 | Indiana Pacers (1974) |  |

### Finale

#### (1) Denver Nuggets - (3) Indiana Pacers
RISULTATO FINALE: 3-4
| Denver 20 aprile 1975 Gara 1                                                                                       | Denver Nuggets | 131 – 128 (34-28, 31-29, 28-33, 38-38) referto | Indiana Pacers | Denver Auditorium Arena (7.444 spett.) |
| R. Simpson 29 Punti G. McGinnis 39 M. Calvin 9 Assist G. McGinnis , K. Joyce 8 M. Green 13 Rimbalzi G. McGinnis 22 |                |                                                |                |                                        |
| |                |                                                |                |                                        |
| R. Simpson 29 | Punti          | G. McGinnis 39                                 |                |                                        |
| M. Calvin 9 | Assist         | G. McGinnis, K. Joyce 8                        |                |                                        |
| M. Green 13 | Rimbalzi       | G. McGinnis 22                                 |                |                                        |

| Denver 22 aprile 1975 Gara 2                                                                          | Denver Nuggets | 124 – 131 (26-25, 28-41, 28-25, 42-40) referto | Indiana Pacers | Denver Auditorium Arena (7.491 spett.) |
| R. Simpson 29 Punti B. Knight 44 R. Simpson 8 Assist G. McGinnis 9 M. Green 10 Rimbalzi D. Hillman 14 |                |                                                |                |                                        |
| |                |                                                |                |                                        |
| R. Simpson 29                                                                                         | Punti          | B. Knight 44                                   |                |                                        |
| R. Simpson 8                                                                                          | Assist         | G. McGinnis 9                                  |                |                                        |
| M. Green 10                                                                                           | Rimbalzi       | D. Hillman 14                                  |                |                                        |

| Indianapolis 24 aprile 1975 Gara 3                                                                          | Indiana Pacers | 118 – 112 (29-36, 30-27, 25-30, 34-19) referto | Denver Nuggets | Market Square Arena (15.496 spett.) |
| G. McGinnis 33 Punti R. Simpson 30 G. McGinnis 14 Assist R. Simpson 7 G. McGinnis 21 Rimbalzi D. Robisch 12 |                |                                                |                |                                     |
| |                |                                                |                |                                     |
| G. McGinnis 33                                                                                              | Punti          | R. Simpson 30                                  |                |                                     |
| G. McGinnis 14                                                                                              | Assist         | R. Simpson 7                                   |                |                                     |
| G. McGinnis 21                                                                                              | Rimbalzi       | D. Robisch 12                                  |                |                                     |

| Indianapolis 25 aprile 1975 Gara 4                                                                                | Indiana Pacers | 109 – 126 (29-31, 35-30, 20-33, 25-32) referto | Denver Nuggets | Market Square Arena (17.389 spett.) |
| D. Hillman 34 Punti M. Green 32 G. McGinnis , B. Knight 8 Assist R. Simpson 8 G. McGinnis 10 Rimbalzi B. Jones 20 |                |                                                |                |                                     |
| |                |                                                |                |                                     |
| D. Hillman 34 | Punti          | M. Green 32                                    |                |                                     |
| G. McGinnis, B. Knight 8                                                                                          | Assist         | R. Simpson 8                                   |                |                                     |
| G. McGinnis 10 | Rimbalzi       | B. Jones 20                                    |                |                                     |

| Denver 27 aprile 1975 Gara 5                                                                     | Denver Nuggets | 90 – 109 (22-22, 26-32, 29-25, 13-30) referto | Indiana Pacers | Denver Auditorium Arena (7.485 spett.) |
| M. Green 20 Punti G. McGinnis 33 R. Simpson 8 Assist D. Buse 5 B. Jones 10 Rimbalzi B. Knight 10 |                |                                               |                |                                        |
|                                                                                                  |                |                                               |                |                                        |
| M. Green 20                                                                                      | Punti          | G. McGinnis 33                                |                |                                        |
| R. Simpson 8                                                                                     | Assist         | D. Buse 5                                     |                |                                        |
| B. Jones 10                                                                                      | Rimbalzi       | B. Knight 10                                  |                |                                        |

| Indianapolis 30 aprile 1975 Gara 6 | Indiana Pacers | 99 – 104 (24-25, 22-19, 31-36, 22-24) referto | Denver Nuggets | Market Square Arena (17.421 spett.) |
| G. McGinnis 26 Punti M. Green 31 G. McGinnis 10 Assist M. Calvin , B. Beck , R. Simpson , B. Jones 3 G. McGinnis 14 Rimbalzi B. Jones 11 |                |                                               |                |                                     |
| |                |                                               |                |                                     |
| G. McGinnis 26 | Punti          | M. Green 31                                   |                |                                     |
| G. McGinnis 10 | Assist         | M. Calvin, B. Beck, R. Simpson, B. Jones 3    |                |                                     |
| G. McGinnis 14 | Rimbalzi       | B. Jones 11                                   |                |                                     |

| Denver 3 maggio 1975 Gara 7                                                                            | Denver Nuggets | 96 – 104 (24-20, 25-33, 28-25, 19-26) referto | Indiana Pacers | Denver Auditorium Arena (7.401 spett.) |
| B. Jones 20 Punti G. McGinnis 40 R. Simpson 6 Assist G. McGinnis 8 B. Jones 15 Rimbalzi G. McGinnis 23 |                |                                               |                |                                        |
| |                |                                               |                |                                        |
| B. Jones 20                                                                                            | Punti          | G. McGinnis 40                                |                |                                        |
| R. Simpson 6                                                                                           | Assist         | G. McGinnis 8                                 |                |                                        |
| B. Jones 15                                                                                            | Rimbalzi       | G. McGinnis 23                                |                |                                        |

PRECEDENTI IN REGULAR SEASON
| Regular Season 1974-75 | Denver Nuggets | 7 – 4 | Indiana Pacers | Referto 1 - Referto 2 - Referto 3 - Referto 4, Referto 5 - Referto 6, Referto 7 - Referto 8 - Referto 9 - Referto 10 - Referto 11 |
| Indiana Pacers 136 Denver Nuggets 120 Indiana Pacers 106 Denver Nuggets 117 Denver Nuggets 120 Indiana Pacers 120 Indiana Pacers 113 Denver Nuggets 109 Denver Nuggets 122 Indiana Pacers 128 Denver Nuggets 126 Punti 116 Denver Nuggets 114 Indiana Pacers 117 Denver Nuggets 114 Indiana Pacers 111 Indiana Pacers 110 Denver Nuggets 123 Denver Nuggets 124 Indiana Pacers 105 Indiana Pacers 121 Denver Nuggets 115 Indiana Pacers |                | |                | |
| |                | |                | |
| Indiana Pacers 136 Denver Nuggets 120 Indiana Pacers 106 Denver Nuggets 117 Denver Nuggets 120 Indiana Pacers 120 Indiana Pacers 113 Denver Nuggets 109 Denver Nuggets 122 Indiana Pacers 128 Denver Nuggets 126 | Punti          | 116 Denver Nuggets 114 Indiana Pacers 117 Denver Nuggets 114 Indiana Pacers 111 Indiana Pacers 110 Denver Nuggets 123 Denver Nuggets 124 Indiana Pacers 105 Indiana Pacers 121 Denver Nuggets 115 Indiana Pacers |                | |

PRECEDENTI NEI PLAYOFF
|  | Denver Nuggets | 0 – 2 | Indiana Pacers (1972, 1973) |  |

## ABA Finals 1975

### Kentucky Colonels - Indiana Pacers
RISULTATO FINALE
|  | Kentucky Colonels | 4 – 1 | Indiana Pacers |  |

PRECEDENTI IN REGULAR SEASON
| Regular Season 1974-75 | Kentucky Colonels | 5 – 3 | Indiana Pacers | Referto 1 - Referto 2 - Referto 3 - Referto 4, Referto 5 - Referto 6, Referto 7 - Referto 8 |
| Kentucky Colonels 101 Indiana Pacers 95 Kentucky Colonels 116 Indiana Pacers 114 Kentucky Colonels 118 Indiana Pacers 122 Kentucky Colonels 101 Indiana Pacers 103 Punti 92 Indiana Pacers 107 Kentucky Colonels 103 Indiana Pacers 108 Kentucky Colonels 110 Indiana Pacers 111 Kentucky Colonels 99 Indiana Pacers 90 Kentucky Colonels |                   | |                |                                                                                             |
| |                   | |                |                                                                                             |
| Kentucky Colonels 101 Indiana Pacers 95 Kentucky Colonels 116 Indiana Pacers 114 Kentucky Colonels 118 Indiana Pacers 122 Kentucky Colonels 101 Indiana Pacers 103 | Punti             | 92 Indiana Pacers 107 Kentucky Colonels 103 Indiana Pacers 108 Kentucky Colonels 110 Indiana Pacers 111 Kentucky Colonels 99 Indiana Pacers 90 Kentucky Colonels |                |                                                                                             |

PRECEDENTI NEI PLAYOFF
|  | Kentucky Colonels | 0 – 3 | Indiana Pacers (1969, 1970, 1973) |  |

#### Roster
| \| Pos. \| Num. \| Naz. \| Nome \| Altezza \| Peso \| Data nascita \| Provenienza \| \| ---- \| ---- \| ---- \| -------------- \| ------- \| ------ \| ------------ \| ------------------------------------------------ \| \| G \| 14 \| \| Averitt, Bird \| 185 cm \| 77 kg \| 22-07-1952 \| Pepperdine \| \| G \| 25 \| \| Bradley, Jim \| 203 cm \| 98 kg \| 16-03-1952 \| Northern Illinois \| \| G \| 10 \| \| Dampier, Louie \| 183 cm \| 77 kg \| 20-11-1944 \| Kentucky \| \| C \| 53 \| \| Gilmore, Artis \| 218 cm \| 109 kg \| 21-09-1949 \| Gardner-Webb University, Jacksonville University \| \| G \| 12 \| \| Hamilton, Joe \| 178 cm \| 73 kg \| 05-07-1948 \| North Texas \| \| A/C \| 44 \| \| Issel, Dan \| 206 cm \| 107 kg \| 25-10-1948 \| Kentucky \| \| A \| 22 \| \| Jones, Wil \| 203 cm \| 93 kg \| 27-02-1947 \| Albany State University \| \| G \| 23 \| \| Littles, Gene \| 183 cm \| 73 kg \| 29-06-1943 \| High Point \| \| G \| 24 \| \| McClain, Ted \| 185 cm \| 82 kg \| 30-08-1946 \| Tennessee State \| \| A/C \| \| \| Robbins, Red \| 203 cm \| 86 kg \| 30-09-1944 \| Tennessee \| \| A/C \| 31 \| \| Roberts, Marv \| 203 cm \| 91 kg \| 29-01-1950 \| Utah State \| \| G \| 11 \| \| Roche, John \| 191 cm \| 77 kg \| 26-09-1949 \| South Carolina \| \| A \| 42 \| \| Thomas, Ronald \| 198 cm \| 98 kg \| 19-11-1950 \| Louisville \| | Allenatore - Hubie Brown Assistente/i - Stan Albeck (Vice-allenatore) - Lloyd Gardner (Preparatore atletico) Legenda - (C) Capitano - (FA) Free agent - (S) Sospeso - (TW) Contratto Two-way - (GL) Assegnato a squadra G League affiliata - Infortunato Roster |                        |                |         |        |              |                                                  |
| Pos. | Num. | Naz.                   | Nome           | Altezza | Peso   | Data nascita | Provenienza                                      |
| G | 14 | Stati Uniti (bandiera) | Averitt, Bird  | 185 cm  | 77 kg  | 22-07-1952   | Pepperdine                                       |
| G | 25 | Stati Uniti (bandiera) | Bradley, Jim   | 203 cm  | 98 kg  | 16-03-1952   | Northern Illinois                                |
| G | 10 | Stati Uniti (bandiera) | Dampier, Louie | 183 cm  | 77 kg  | 20-11-1944   | Kentucky                                         |
| C | 53 | Stati Uniti (bandiera) | Gilmore, Artis | 218 cm  | 109 kg | 21-09-1949   | Gardner-Webb University, Jacksonville University |
| G | 12 | Stati Uniti (bandiera) | Hamilton, Joe  | 178 cm  | 73 kg  | 05-07-1948   | North Texas                                      |
| A/C | 44 | Stati Uniti (bandiera) | Issel, Dan     | 206 cm  | 107 kg | 25-10-1948   | Kentucky                                         |
| A | 22 | Stati Uniti (bandiera) | Jones, Wil     | 203 cm  | 93 kg  | 27-02-1947   | Albany State University                          |
| G | 23 | Stati Uniti (bandiera) | Littles, Gene  | 183 cm  | 73 kg  | 29-06-1943   | High Point                                       |
| G | 24 | Stati Uniti (bandiera) | McClain, Ted   | 185 cm  | 82 kg  | 30-08-1946   | Tennessee State                                  |
| A/C | | Stati Uniti (bandiera) | Robbins, Red   | 203 cm  | 86 kg  | 30-09-1944   | Tennessee                                        |
| A/C | 31 | Stati Uniti (bandiera) | Roberts, Marv  | 203 cm  | 91 kg  | 29-01-1950   | Utah State                                       |
| G | 11 | Stati Uniti (bandiera) | Roche, John    | 191 cm  | 77 kg  | 26-09-1949   | South Carolina                                   |
| A | 42 | Stati Uniti (bandiera) | Thomas, Ronald | 198 cm  | 98 kg  | 19-11-1950   | Louisville                                       |

| \| Pos. \| Num. \| Naz. \| Nome \| Altezza \| Peso \| Data nascita \| Provenienza \| \| ---- \| ---- \| ---- \| ---------------- \| ------- \| ------ \| ------------ \| -------------------- \| \| G/AP \| 1 \| \| Brown, Roger \| 196 cm \| 93 kg \| 22-05-1942 \| Dayton \| \| G \| 10 \| \| Buse, Don \| 193 cm \| 86 kg \| 10-08-1950 \| Evansville \| \| A \| 35 \| \| Edge, Charles \| 198 cm \| 95 kg \| 23-02-1950 \| LeMoyne-Owen College \| \| A/C \| 41 \| \| Elmore, Len \| 206 cm \| 100 kg \| 28-03-1952 \| Maryland \| \| A/C \| 20 \| \| Hillman, Darnell \| 206 cm \| 98 kg \| 29-08-1949 \| San José State \| \| G \| 43 \| \| Joyce, Kevin \| 191 cm \| 86 kg \| 27-06-1951 \| South Carolina \| \| G \| 11 \| \| Keller, Bill \| 178 cm \| 80 kg \| 30-08-1947 \| Purdue \| \| G/AP \| 25 \| \| Knight, Billy \| 198 cm \| 88 kg \| 09-06-1952 \| Pittsburgh \| \| A/C \| 30 \| \| McGinnis, George \| 203 cm \| 107 kg \| 12-08-1950 \| Indiana \| \| A/C \| 24 \| \| Netolicky, Bob \| 206 cm \| 100 kg \| 02-08-1942 \| Drake University \| \| G/AP \| 4 \| \| Neumann, Johnny \| 198 cm \| 91 kg \| 11-09-1951 \| Mississippi \| \| G \| 6 \| \| Pack, Wayne \| 183 cm \| 75 kg \| 05-07-1950 \| Tennessee Tech \| | Allenatore - Slick Leonard Assistente/i - Jerry Oliver (Vice-allenatore) - David Craig (Preparatore atletico) Legenda - (C) Capitano - (FA) Free agent - (S) Sospeso - (TW) Contratto Two-way - (GL) Assegnato a squadra G League affiliata - Infortunato |                        |                  |         |        |              |                      |
| Pos. | Num. | Naz.                   | Nome             | Altezza | Peso   | Data nascita | Provenienza          |
| G/AP | 1 | Stati Uniti (bandiera) | Brown, Roger     | 196 cm  | 93 kg  | 22-05-1942   | Dayton               |
| G | 10 | Stati Uniti (bandiera) | Buse, Don        | 193 cm  | 86 kg  | 10-08-1950   | Evansville           |
| A | 35 | Stati Uniti (bandiera) | Edge, Charles    | 198 cm  | 95 kg  | 23-02-1950   | LeMoyne-Owen College |
| A/C | 41 | Stati Uniti (bandiera) | Elmore, Len      | 206 cm  | 100 kg | 28-03-1952   | Maryland             |
| A/C | 20 | Stati Uniti (bandiera) | Hillman, Darnell | 206 cm  | 98 kg  | 29-08-1949   | San José State       |
| G | 43 | Stati Uniti (bandiera) | Joyce, Kevin     | 191 cm  | 86 kg  | 27-06-1951   | South Carolina       |
| G | 11 | Stati Uniti (bandiera) | Keller, Bill     | 178 cm  | 80 kg  | 30-08-1947   | Purdue               |
| G/AP | 25 | Stati Uniti (bandiera) | Knight, Billy    | 198 cm  | 88 kg  | 09-06-1952   | Pittsburgh           |
| A/C | 30 | Stati Uniti (bandiera) | McGinnis, George | 203 cm  | 107 kg | 12-08-1950   | Indiana              |
| A/C | 24 | Stati Uniti (bandiera) | Netolicky, Bob   | 206 cm  | 100 kg | 02-08-1942   | Drake University     |
| G/AP | 4 | Stati Uniti (bandiera) | Neumann, Johnny  | 198 cm  | 91 kg  | 11-09-1951   | Mississippi          |
| G | 6 | Stati Uniti (bandiera) | Pack, Wayne      | 183 cm  | 75 kg  | 05-07-1950   | Tennessee Tech       |

#### Risultati
| Louisville 13 maggio 1975 Gara 1 | Kentucky Colonels | 120 – 94 (27-21, 29-24, 27-28, 37-21) referto                | Indiana Pacers | Freedom Hall (14.368 spett.) |
| \| \| \| \| \| A. Gilmore 26 \| Punti \| G. McGinnis 35 \| \| T. McClain, W. Jones 6 \| Assist \| G. McGinnis 9 \| \| D. Issel 19 \| Rimbalzi \| G. McGinnis 12 \| \| Averitt, Dampier, Gilmore, Issel, Jones, Littles, McClain, Roberts, Thomas \| Formazioni \| Buse, Edge, Elmore, Hillman, Joyce, Keller, Knight, McGinnis \| |                   |                                                              |                |                              |
| |                   |                                                              |                |                              |
| A. Gilmore 26 | Punti             | G. McGinnis 35                                               |                |                              |
| T. McClain, W. Jones 6 | Assist            | G. McGinnis 9                                                |                |                              |
| D. Issel 19 | Rimbalzi          | G. McGinnis 12                                               |                |                              |
| Averitt, Dampier, Gilmore, Issel, Jones, Littles, McClain, Roberts, Thomas | Formazioni        | Buse, Edge, Elmore, Hillman, Joyce, Keller, Knight, McGinnis |                |                              |

| Louisville 15 maggio 1975 Gara 2 | Kentucky Colonels | 95 – 93 (27-19, 18-31, 26-18, 24-25) referto                        | Indiana Pacers | Freedom Hall (13.212 spett.) |
| \| \| \| \| \| D. Issel 22 \| Punti \| G. McGinnis 30 \| \| L. Dampier, Marv Roberts, W. Jones 4 \| Assist \| D. Buse 7 \| \| A. Gilmore 15 \| Rimbalzi \| G. McGinnis 16 \| \| Averitt, Dampier, Gilmore, Issel, Jones, McClain, Roberts, Thomas \| Formazioni \| Brown, Buse, Edge, Elmore, Hillman, Joyce, Keller, Knight, McGinnis \| |                   |                                                                     |                |                              |
| |                   |                                                                     |                |                              |
| D. Issel 22 | Punti             | G. McGinnis 30                                                      |                |                              |
| L. Dampier, Marv Roberts, W. Jones 4 | Assist            | D. Buse 7                                                           |                |                              |
| A. Gilmore 15 | Rimbalzi          | G. McGinnis 16                                                      |                |                              |
| Averitt, Dampier, Gilmore, Issel, Jones, McClain, Roberts, Thomas | Formazioni        | Brown, Buse, Edge, Elmore, Hillman, Joyce, Keller, Knight, McGinnis |                |                              |

| Indianapolis 17 maggio 1975 Gara 3 | Indiana Pacers | 101 – 109 (30-31, 21-25, 30-17, 20-36) referto                    | Kentucky Colonels | Market Square Arena (17.388 spett.) |
| \| \| \| \| \| B. Knight 28 \| Punti \| A. Gilmore 41 \| \| B. Knight, D. Buse 5 \| Assist \| T. McClain 7 \| \| B. Knight 12 \| Rimbalzi \| A. Gilmore 28 \| \| Brown, Buse, Elmore, Hillman, Joyce, Keller, Knight, McGinnis \| Formazioni \| Averitt, Dampier, Gilmore, Issel, Jones, McClain, Roberts, Thomas \| |                |                                                                   |                   |                                     |
| |                |                                                                   |                   |                                     |
| B. Knight 28 | Punti          | A. Gilmore 41                                                     |                   |                                     |
| B. Knight, D. Buse 5 | Assist         | T. McClain 7                                                      |                   |                                     |
| B. Knight 12 | Rimbalzi       | A. Gilmore 28                                                     |                   |                                     |
| Brown, Buse, Elmore, Hillman, Joyce, Keller, Knight, McGinnis | Formazioni     | Averitt, Dampier, Gilmore, Issel, Jones, McClain, Roberts, Thomas |                   |                                     |

| Indianapolis 19 maggio 1975 Gara 4 | Indiana Pacers | 94 – 86 (19-18, 22-26, 26-25, 27-17) referto                      | Kentucky Colonels | Market Square Arena (14.589 spett.) |
| \| \| \| \| \| G. McGinnis 22 \| Punti \| D. Issel 26 \| \| G. McGinnis 6 \| Assist \| L. Dampier 6 \| \| G. McGinnis 21 \| Rimbalzi \| A. Gilmore 18 \| \| Buse, Elmore, Hillman, Joyce, Keller, Knight, McGinnis \| Formazioni \| Averitt, Dampier, Gilmore, Issel, Jones, McClain, Roberts, Thomas \| |                |                                                                   |                   |                                     |
| |                |                                                                   |                   |                                     |
| G. McGinnis 22 | Punti          | D. Issel 26                                                       |                   |                                     |
| G. McGinnis 6 | Assist         | L. Dampier 6                                                      |                   |                                     |
| G. McGinnis 21 | Rimbalzi       | A. Gilmore 18                                                     |                   |                                     |
| Buse, Elmore, Hillman, Joyce, Keller, Knight, McGinnis | Formazioni     | Averitt, Dampier, Gilmore, Issel, Jones, McClain, Roberts, Thomas |                   |                                     |

| Louisville 22 maggio 1975 Gara 5 | Kentucky Colonels | 110 – 105 (29-29, 25-19, 26-28, 30-29) referto                      | Indiana Pacers | Freedom Hall (16.622 spett.) |
| \| \| \| \| \| A. Gilmore 28 \| Punti \| B. Knight 40 \| \| L. Dampier 12 \| Assist \| G. McGinnis 9 \| \| A. Gilmore 31 \| Rimbalzi \| L. Elmore, G. McGinnis 11 \| \| Averitt, Dampier, Gilmore, Issel, Jones, McClain, Roberts, Thomas \| Formazioni \| Brown, Buse, Edge, Elmore, Hillman, Joyce, Keller, Knight, McGinnis \| |                   |                                                                     |                |                              |
| |                   |                                                                     |                |                              |
| A. Gilmore 28 | Punti             | B. Knight 40                                                        |                |                              |
| L. Dampier 12 | Assist            | G. McGinnis 9                                                       |                |                              |
| A. Gilmore 31 | Rimbalzi          | L. Elmore, G. McGinnis 11                                           |                |                              |
| Averitt, Dampier, Gilmore, Issel, Jones, McClain, Roberts, Thomas | Formazioni        | Brown, Buse, Edge, Elmore, Hillman, Joyce, Keller, Knight, McGinnis |                |                              |

| Campione ABA 1975           |
| --------------------------- |
| Kentucky Colonels 1º titolo |

#### Hall of famer
| ABA Finals | Atleta          | Squadra           | Anno |              |
| ---------- | --------------- | ----------------- | ---- | ------------ |
| Giocatore  | Louie Dampier   | Kentucky Colonels | 2015 | Giocatore    |
| Giocatore  | Artis Gilmore   | Kentucky Colonels | 2011 | Giocatore    |
| Giocatore  | Dan Issel       | Kentucky Colonels | 1993 | Giocatore    |
| Allenatore | Hubie Brown     | Kentucky Colonels | 2005 | Contributore |
| Giocatore  | Roger Brown     | Indiana Pacers    | 2013 | Giocatore    |
| Giocatore  | George McGinnis | Indiana Pacers    | 2017 | Giocatore    |
| Allenatore | Slick Leonard   | Indiana Pacers    | 2013 | Allenatore   |

#### MVP delle Finali
- #53 Artis Gilmore, Kentucky Colonels.

## Squadra vincitrice

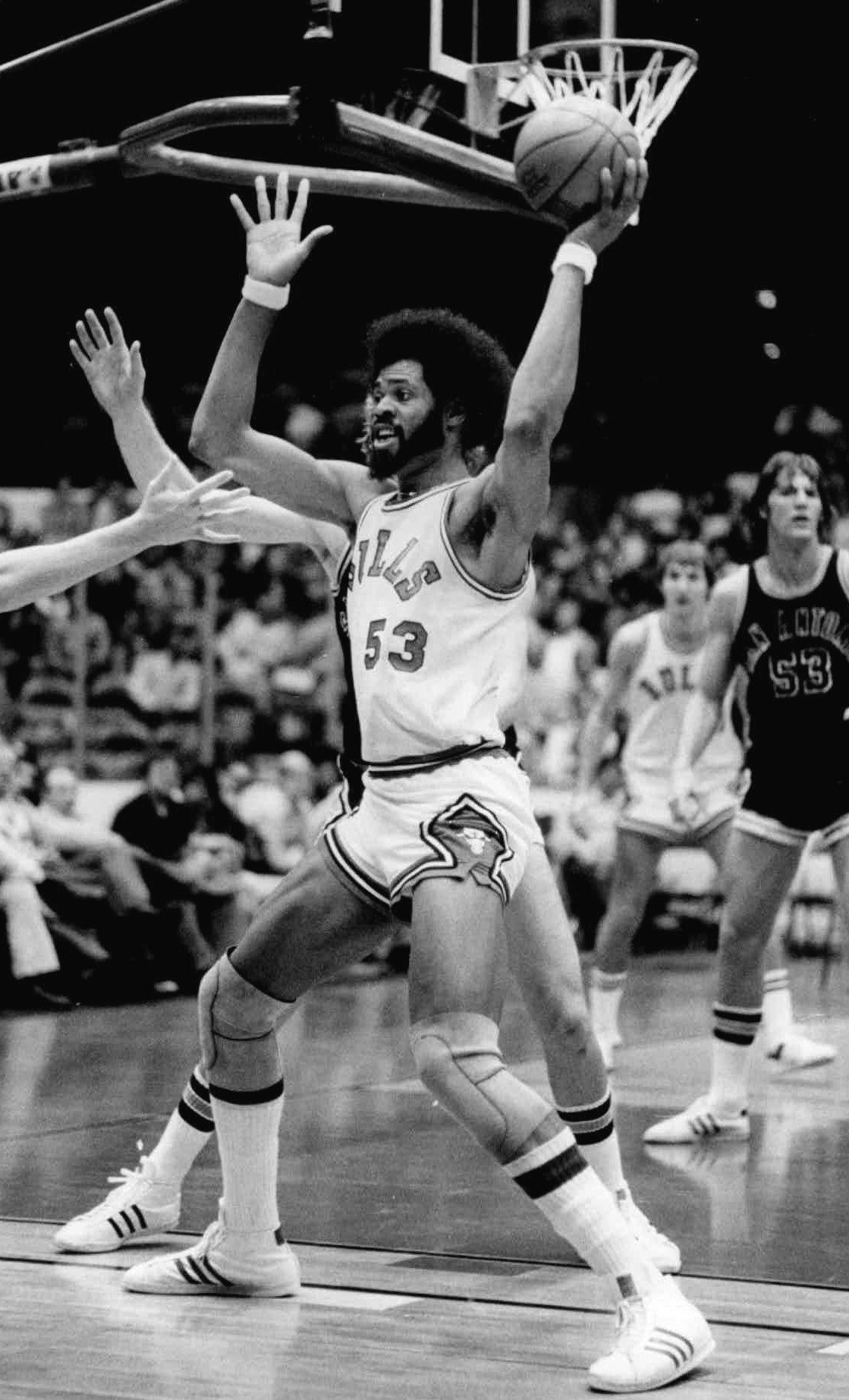
1. 53 Artis Gilmore, Kentucky Colonels.

| N° | Naz.                   | Ruolo | Sportivo      |  | Alt. |  |
| -- | ---------------------- | ----- | ------------- |  | ---- |  |
| 9  | Stati Uniti (bandiera) | AG    | Marv Roberts  |  | 203  |  |
| 10 | Stati Uniti (bandiera) | P     | Louie Dampier |  | 183  |  |
| 12 | Stati Uniti (bandiera) | P     | Joe Hamilton  |  | 178  |  |
| 14 | Stati Uniti (bandiera) | G     | Bird Averitt  |  | 185  |  |
| 22 | Stati Uniti (bandiera) | AG    | Wil Jones     |  | 203  |  |
| 23 | Stati Uniti (bandiera) | G     | Gene Littles  |  | 183  |  |
| 24 | Stati Uniti (bandiera) | P     | Ted McClain   |  | 185  |  |
| 25 | Stati Uniti (bandiera) | AG    | Jim Bradley   |  | 203  |  |
| 42 | Stati Uniti (bandiera) | AP    | Ron Thomas    |  | 200  |  |
| 44 | Stati Uniti (bandiera) | C     | Dan Issel     |  | 206  |  |
| 53 | Stati Uniti (bandiera) | C     | Artis Gilmore |  | 218  |  |
|    | Stati Uniti (bandiera) | All.  | Hubie Brown   |  |      |  |

## Statistiche
Aggiornate al 29 gennaio 2022.
| Categoria    | Giocatore     | Squadra           | Media | PG |
| ------------ | ------------- | ----------------- | ----- | -- |
| Punti        | George Gervin | San Antonio Spurs | 34,0  | 10 |
| Rimbalzi     | Artis Gilmore | Kentucky Colonels | 17,6  | 15 |
| Assist       | James Silas   | San Antonio Spurs | 10,0  | 6  |
| Palle Rubate | Don Buse      | Indiana Pacers    | 2,5   | 18 |
| Stoppate     | Billy Paultz  | N.Y. Nets         | 3,2   | 5  |